# Xianghongdian Shuiku
Xianghongdian Shuiku (kinesiska: 响洪甸水库) är en reservoar i Kina. Den ligger i provinsen Anhui, i den östra delen av landet, omkring 120 kilometer väster om provinshuvudstaden Hefei. Xianghongdian Shuiku ligger 116 meter över havet. Arean är 38 kvadratkilometer. I omgivningarna runt Xianghongdian Shuiku växer i huvudsak blandskog. Den sträcker sig 19,7 kilometer i nord-sydlig riktning, och 13,7 kilometer i öst-västlig riktning.
Genomsnittlig årsnederbörd är 1 373 millimeter. Den regnigaste månaden är juli, med i genomsnitt 240 mm nederbörd, och den torraste är januari, med 38 mm nederbörd.